# Jehlice plazivá
Jehlice plazivá (Ononis repens) je vytrvalá bylina s vysokými, větvenými, žláznatými a roztroušeně chlupatými lodyhami obvykle bez trnů dosahující výšky až 70 cm. Listy jsou řapíkaté, většinou trojčetné, pokryté krátkými žláznatými chloupky.

## Rozšíření
Druh nejraději osídluje vlhká místa s mírnějšími zimami. Tuto rostlinu můžeme najít například v oblasti Anglie, Irska, Polska, Česka a Rakouska. V ČR je nejvíce rozšířená v Povltaví, v Českém středohoří a na Děčínsku.

## Ekologie
Jehlice je suchomilnější druh, který roste na okrajích cest či na různých polích a pastvinách. Je to hemikryptofyt až chamaefyt, který kvete od června do srpna.